# Iñaki Muñoz
Pour les articles homonymes, voir Muñoz.
Iñaki Muñoz Oroz, né le 2 juillet 1978 à Pampelune en Espagne, est un footballeur espagnol évoluant au poste de milieu de terrain.

## Biographie
Iñaki Muñoz évolue principalement en faveur de deux équipes : le CA Osasuna, son club formateur, et l'Athletic Bilbao. Avec des deux équipes, il dispute 148 matchs en première division, inscrivant 11 buts. Il participe également à la Coupe de l'UEFA (huit matchs joués), atteignant les demi-finales de cette compétition en 2007 avec Osasuna.